# Yaohuaixiang (ort i Kina, Hubei Sheng, lat 32,14, long 110,43)
Yaohuaixiang (kinesiska: 窑淮乡) är en ort i Kina. Den ligger i provinsen Hubei, i den centrala delen av landet, omkring 400 kilometer nordväst om provinshuvudstaden Wuhan. Antalet invånare är 10 763. Befolkningen består av 5 197 kvinnor och 5 566 män. Barn under 15 år utgör 15,0 %, vuxna 15-64 år 70 %, och äldre över 65 år 14,0 %.
Runt Yaohuaixiang är det ganska tätbefolkat, med 86 invånare per kvadratkilometer. Närmaste större samhälle är Mengusi, 14,7 km söder om Yaohuaixiang. I omgivningarna runt Yaohuaixiang växer i huvudsak blandskog.
Genomsnittlig årsnederbörd är 1 058 millimeter. Den regnigaste månaden är augusti, med i genomsnitt 177 mm nederbörd, och den torraste är december, med 7 mm nederbörd.